# Rhammura
Rhammura är ett släkte av steklar. Rhammura ingår i familjen bracksteklar.
Kladogram enligt Catalogue of Life:
| Rhammura | \| \| Rhammura capillicauda \| \| \| \| \| \| Rhammura clavata \| \| \| \| \| \| Rhammura crinicauda \| \| \| \| \| \| Rhammura elegans \| \| \| \| \| \| Rhammura filicauda \| \| \| \| \| \| Rhammura longiseta \| \| \| \| \| \| Rhammura rhamnura \| \| \| \| \| \| Rhammura seticauda \| \| \| \| \| \| Rhammura tenuicornis \| \| \| \| |
|          | \| \| Rhammura capillicauda \| \| \| \| \| \| Rhammura clavata \| \| \| \| \| \| Rhammura crinicauda \| \| \| \| \| \| Rhammura elegans \| \| \| \| \| \| Rhammura filicauda \| \| \| \| \| \| Rhammura longiseta \| \| \| \| \| \| Rhammura rhamnura \| \| \| \| \| \| Rhammura seticauda \| \| \| \| \| \| Rhammura tenuicornis \| \| \| \| |
|          | Rhammura capillicauda |
|          | |
|          | Rhammura clavata |
|          | |
|          | Rhammura crinicauda |
|          | |
|          | Rhammura elegans |
|          | |
|          | Rhammura filicauda |
|          | |
|          | Rhammura longiseta |
|          | |
|          | Rhammura rhamnura |
|          | |
|          | Rhammura seticauda |
|          | |
|          | Rhammura tenuicornis |
|          | |